# Stylidium rigidifolium
Stylidium rigidifolium är en tvåhjärtbladig växtart som beskrevs av Mildbraed. Stylidium rigidifolium ingår i släktet Stylidium och familjen Stylidiaceae. Inga underarter finns listade i Catalogue of Life.